# Darko Arapović
Darko Arapović (Tuzla, 15. listopada 1967.-) hrvatski je stolnoteniski trener i bivši igrač. Na europskoj stolnoteniskoj sceni uzdigao se kao trener STK Dr. Časl, kojim je osvajao europska i domaća natjecanja. Trenutni je izbornik ženske stolnoteniske reprezentacije i trener STK Mladost. Mlađa kći Hana perspektivna je mlada europska igračica.